# Conopeum papillorum
Conopeum papillorum är en mossdjursart som beskrevs av Tilbrook, Hayward och Gordon 200. Conopeum papillorum ingår i släktet Conopeum och familjen Membraniporidae. Inga underarter finns listade i Catalogue of Life.